# Jack Smith (režisér)
Jack Smith (14. listopadu 1932 Columbus, Ohio, USA – 25. září 1989 New York City, New York, USA) byl americký filmový režisér, fotograf a herec.
Svůj první film nazvaný Buzzards Over Baghdad natočil v době, kdy bydlel v Texasu. V roce 1953 se přestěhoval do New Yorku, kde prožil největší část svého života. Spolupracoval zde například s Andy Warholem a hrál v několika jeho filmech, jako jsou Batman Dracula (1964), Camp (1965) nebo Hedy (1966).
V roce 2006 o něm natočila Mary Jordan dokumentární film Jack Smith and the Destruction of Atlantis s hudbou Johna Zorna.

## Filmografie (režisér)
- Buzzards Over Bagdad (1951)
- Flaming Creatures (1963)
- Normal Love (1963)
- Scotch Tape (1963)
- The Yellow Sequence (1963)
- No President (1967)